# Врачанска област
Врачанска област (буг. Област Враца) се налази у северозападном делу Бугарске. Ова област заузима површину од 3.619,7 km² и има 223.358 становника. Административни центар Врачанске области је град Враца.

## Списак насељених места у Врачанској области
Градови су подебљани

### Општина Борован
Борован,
Добролево,
Малорад,
Нивјанин,
Сираково

### Општина Бјала Слатина
Алтимир,
Буковец,
Бардарски Геран,
Бркачево,
Бјала Слатина,
Врањак,
Врбица,
Габаре,
Галиче,
Драшан,
Комарево,
Попица,
Соколаре,
Тлачене,
Трнава,
Трнак

### Општина Враца
Баница,
Бели Извор,
Веслец,
Вировско,
Власатица,
Враца,
Гољамо Пештене,
Горно Пештене,
Девене,
Згориград,
Костелево
Лиљаче,
Љутаџик,
Мало Пештене,
Мраморен,
Нефела,
Оходен,
Паволче,
Тишевица,
Три Кладенци,
Челопек,
Чирен

### Општина Козлодуј
Бутан,
Гложене,
Козлодуј,
Крива Бара,
Харлец

### Општина Криводол
Баурене,
Ботуња,
Галатин,
Главаци,
Големо Бабино,
Градешница,
Добруша,
Краводер,
Криводол,
Лесура,
Осен,
Пудрија,
Ракево,
Уровене,
Фурен

### Општина Мездра
Боденец,
Брусен,
Врбешница,
Горња Бешовица,
Горња Кремена,
Доња Кремена,
Дарманци,
Елисејна,
Зверино,
Злидол,
Игнатица,
Кален,
Крапец,
Крета,
Лик,
Љутиброд,
Љутидол,
Мездра,
Моравица,
Оселна,
Ослен Криводол,
Очиндол,
Ребарково,
Руска Бела,
Старо Село,
Типченица,
Цаконица,
Царевец

### Општина Мизија
Војводово,
Крушовица,
Липница,
Мизија,
Сарајево,
Софронијево

### Општина Орјахово
Галово,
Горњи Вадин,
Доњи Вадин,
Лесковец,
Орјахово,
Остров,
Селановци

### Општина Роман
Доња Бешовица,
Камено Поље,
Караш,
Кунино,
Курново,
Марково Равниште,
Радовене,
Роман,
Сињо Брдо,
Средни Рт,
Стојановци,
Струпец,
Хубавене

### Општина Хајредин
Ботево,
Брзина,
Манастириште,
Михајлово,
Рогозен,
Хајредин